# Palácio das Necessidades
 (juillet 2021).
Si vous disposez d'ouvrages ou d'articles de référence ou si vous connaissez des sites web de qualité traitant du thème abordé ici, merci de compléter l'article en donnant les références utiles à sa vérifiabilité et en les liant à la section « Notes et références ».

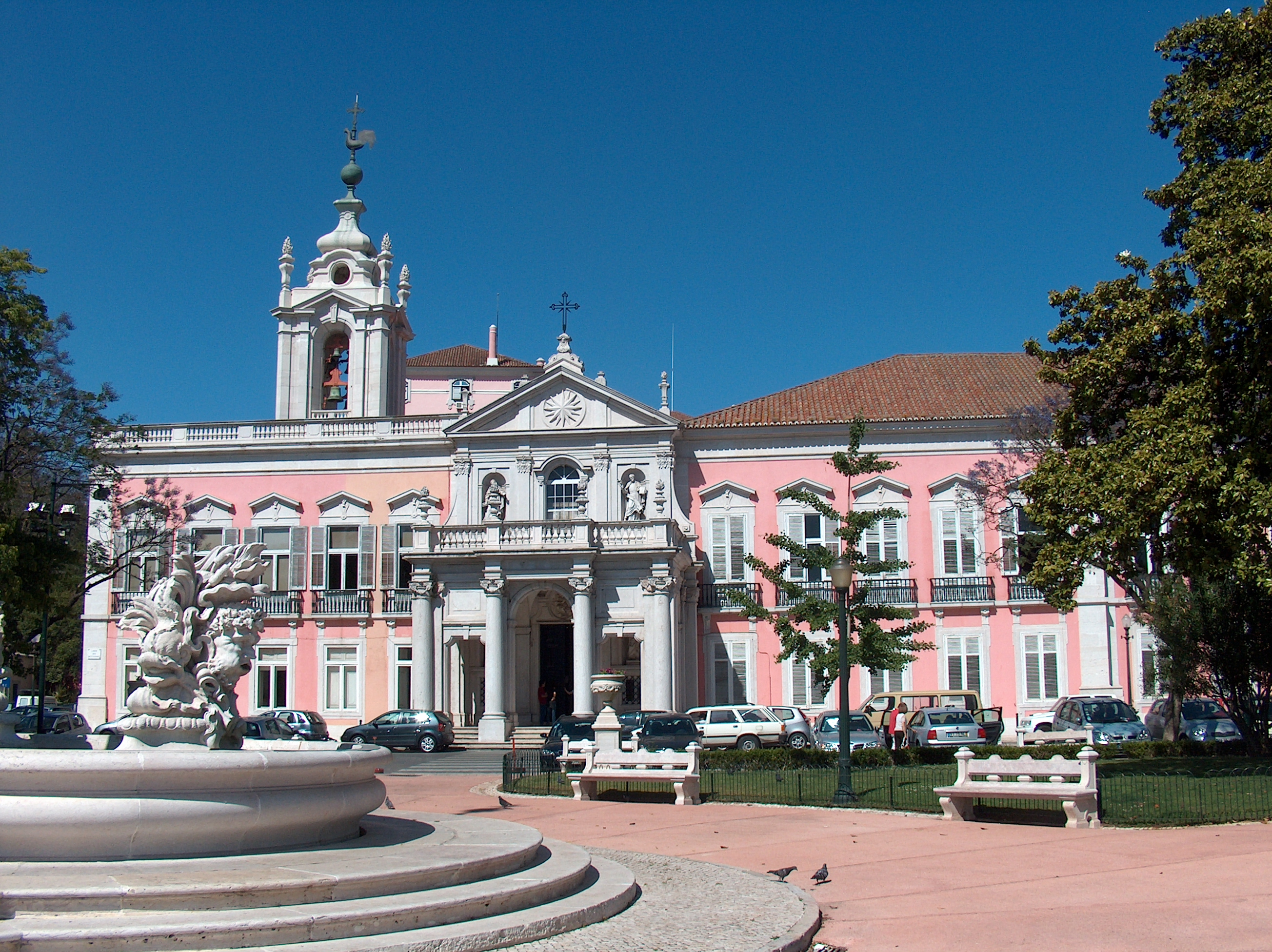
Palacio das Necessidades, Lisbonne.

Le Palacio das Necessidades (palais des Nécessités en français), ancienne résidence royale des souverains portugais et actuel siège du ministère des Affaires étrangères portugais, se trouve sur une des places de Lisbonne (Largo do Rilvas), au Portugal.

## Histoire
Selon la légende, c'est à un couple de tisserands fuyant l'épidémie de peste qui ravage Lisbonne que l'on doit la construction d'une chapelle dédiée à Notre-Dame des Nécessités sur le site du futur palais des Nécessités. Située au bord du Tage, la chapelle est très rapidement très fréquentée par les marins en quête de protection divine. Les miracles qui lui sont attribués la rendent célèbre parmi la population. Le roi Pierre II lui-même, aurait échappé à la mort en se mettant sous la protection de Notre-Dame des Nécessités. Son fils, Jean V, perpétuera cette dévotion. C'est lui qui, au XVIIIe siècle, en reconnaissance des prières exaucées, s'approprie la chapelle et les terrains alentour. Il fait agrandir la chapelle et se fait construire un palais résidentiel. Il fait aussi construire un couvent dans lequel viendra s'installer la congrégation de l'oratoire (par décret royal du 8 février 1747). Elle y enseignera la doctrine chrétienne, la grammaire, la rhétorique, la théologie morale et la philosophie. Des champs de blé, un potager ainsi qu'un jardin portugais entourent alors le couvent.
Plusieurs architectes travaillèrent à l'ensemble architectural dont José da Cunha, Manuel Antunes Feyo, Máximo de Carvalho, Caetano Tomás de Sousa et Jorge de Abreu. Malheureusement, Jean V ne verra pas la fin des travaux. Mais le tremblement de terre de 1755 ne lui causera aucun dégât. 
Le bâtiment servira longtemps à accueillir les hôtes de marques de passage à Lisbonne, tel le futur roi George V ou le duc de Wellington durant les invasions napoléoniennes. Le roi Michel Ier y séjournera de temps en temps à partir de 1828. Le 26 janvier 1821, c'est dans la bibliothèque du couvent se tiendront les premières Cortes constituantes. 
Avec la fin des ordres religieux, le palais devient la résidence des rois de la maison de Bragance à partir de Marie II de Portugal ; seul son fils Louis Ier de Portugal fait exception à la règle, lui préférant le palais d'Ajuda. C'est Pierre IV, qui en 1833, fait aménager le palais afin qu'il accueille dignement sa fille, la future reine Marie II. 
En 1843, Ferdinand II, second époux de Marie II, transforme le parc en un élégant jardin à l'anglaise. Il continua à vivre dans ce palais après la mort de sa femme, y réunissant une grande collection d'art, qui sera ensuite dispersée. 
Le palais subira alors de nombreux changements au gré des différents monarques qui s'y installèrent. Son fils, Pierre V fera construire pour sa femme, Stephanie de Hohenzollern-Sigmaringen, une serre de métal et de verre. La mort prématurée du couple royal poussera leur héritier à abandonner le palais et ses souvenirs. Louis Ier vivra désormais au palais d'Ajuda. Son fils, Charles Ier retournera s'installer à Necessidades afin de ne pas déloger sa mère, devenue veuve, d'Ajuda.  
Les derniers travaux en date, menés à l'initiative de Charles Ier, au début du XXe siècle, permirent d'agrandir la salle à manger à la mesure de la forte activité diplomatique qu'il mena. Il fit ajouter un pavillon que la reine, Amélie d'Orléans, utilisera comme atelier de peinture, ainsi qu'un court de tennis pour les princes Louis-Philippel et Manuel. 
Les funérailles du roi Charles Ier et de son fils, le prince Louis-Philippe, le 8 février 1908, marqueront aussi la fin de la monarchie.  
Le 5 octobre 1910, le palais, de par son statut de résidence officielle du roi, fut bombardé par l'Adamastor, l'un des navires ayant pris parti pour la cause républicaine et mouillant dans le Tage. Le bombardement causa quelques dégâts au bâtiment. Un projectile atteignit même les appartements du roi Manuel II, qui se réfugia dans un pavillon du parc de Necessidades. Seule la présence d'esprit d'un employé du palais, qui coupa le mât au bout duquel flottait l'étendard royal, sauva l'édifice de la destruction. Les républicains crurent alors que le jeune monarque avait quitté les lieux. En réalité, Manuel II n'abandonna le palais que plusieurs heures après pour se réfugier à Mafra. Par ce geste, il mettait fin au statut de résidence royale du palais. Plusieurs œuvres d'art s'y trouvant, propriété de Manuel II, le suivirent en exil à Londres.
Le palais fut ainsi le théâtre de nombreux épisodes de l'histoire portugaise. On peut citer encore celui plus anecdotique de la célèbre boîte aux lettres que Pierre V fit installer à la porte du palais afin que chacun puisse y laisser un message ou se plaindre auprès du roi. 

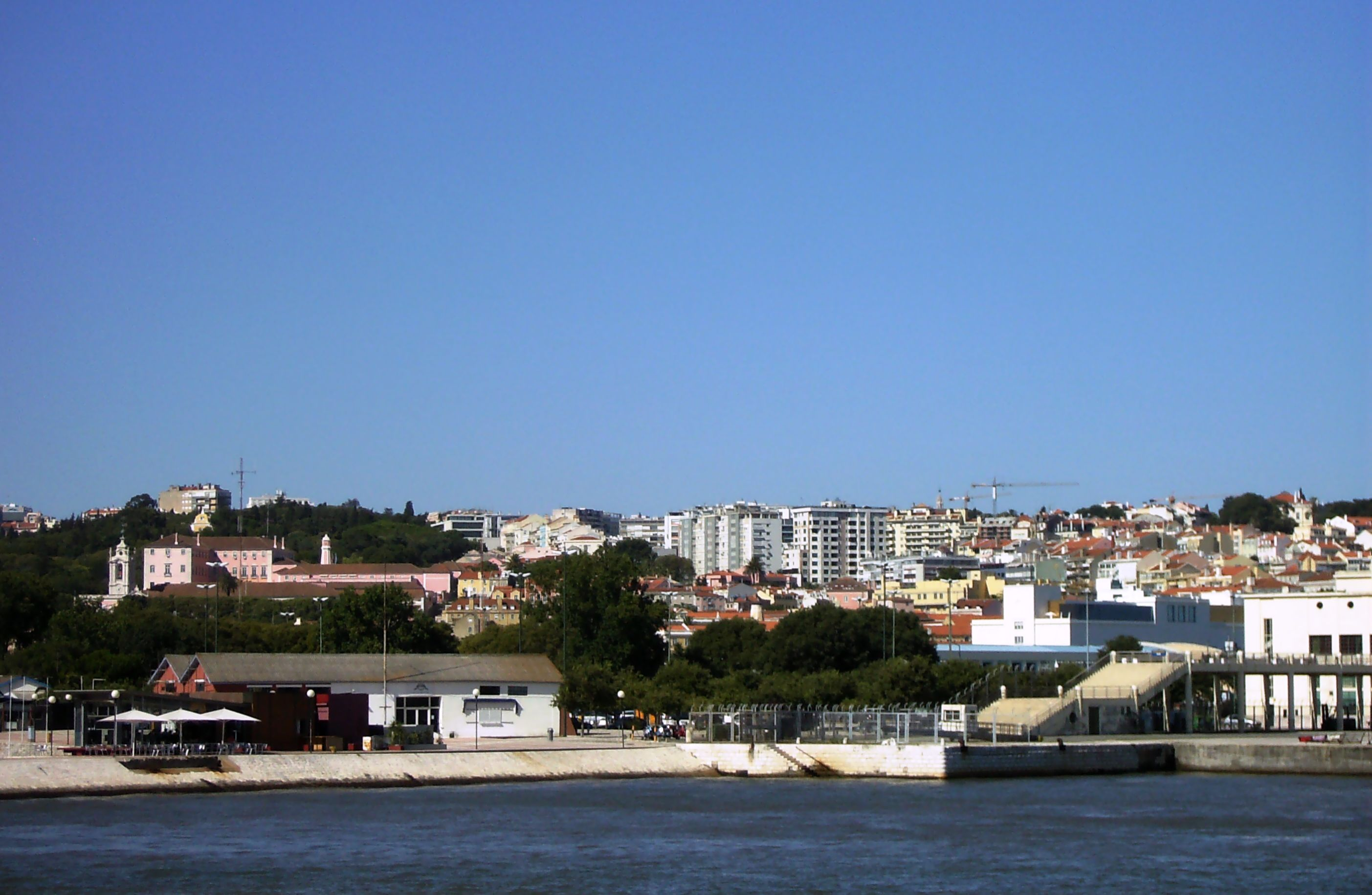
Palacio das Necessidades : vue depuis le Tage.

Le palais, resté vide depuis la proclamation de la république, le 5 octobre 1910, sera finalement occupé par le ministère des Affaires étrangères en 1950. La majeure partie des collections royales ont été transférées vers le musée du palais d'Ajuda. Aujourd'hui encore, Necessidades est synonyme de politique extérieure au Portugal.